# 金剛杵

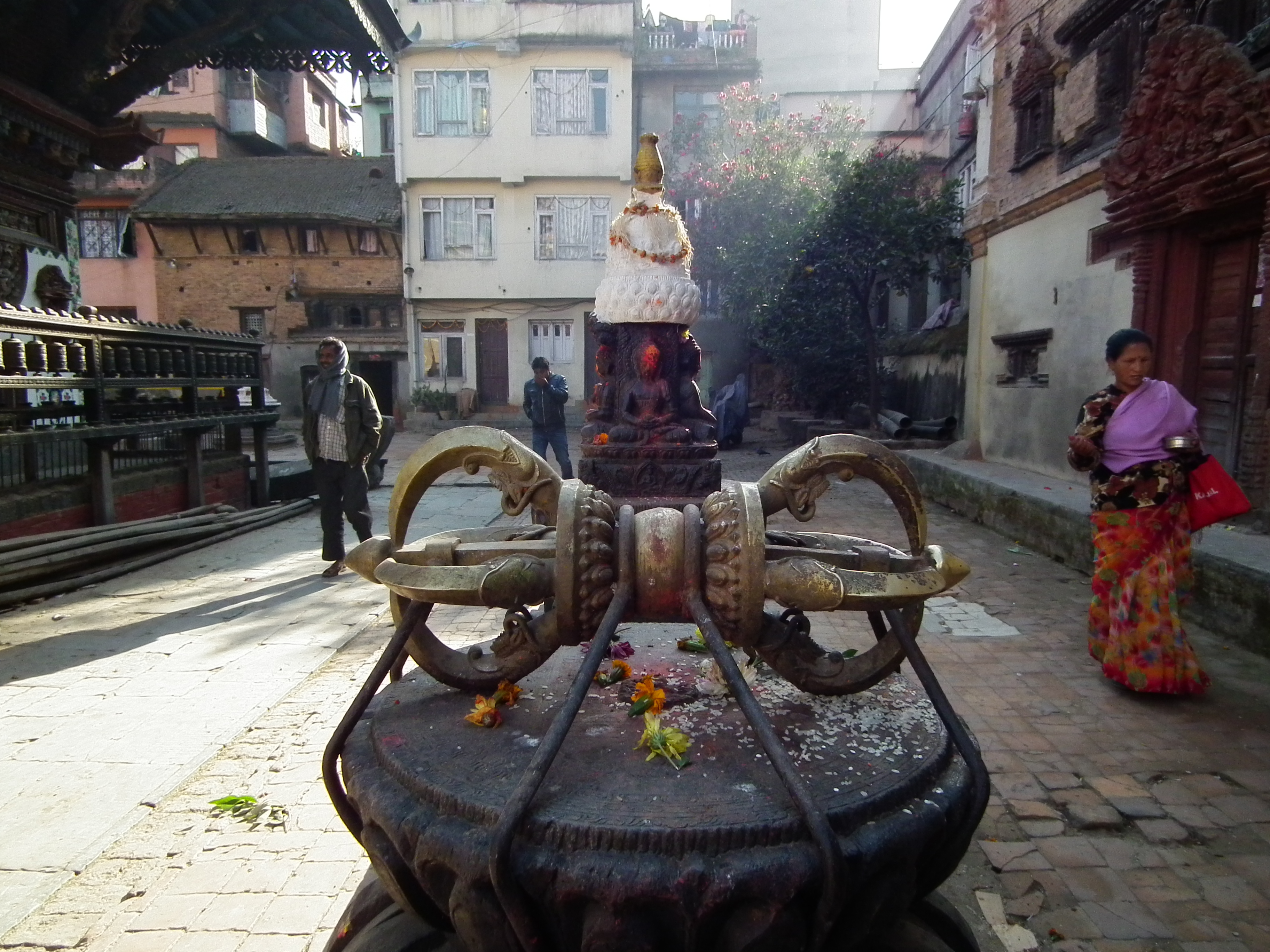
金剛杵（ネパール）

金剛杵（こんごうしょ、サンスクリット: वज्र vajra ヴァジュラ、チベット語：རྡོ་རྗེ; ワイリー方式：rdo rje ドルジェ）は、日本仏教の一部宗派（天台宗・真言宗・禅宗）やチベット仏教の全宗派で用いられる法具。
仏の教えが煩悩を滅ぼして菩提心（悟りを求める心）を表す様を、インド神話上の武器に譬えて(たとえて)法具としたものである。

## 語源

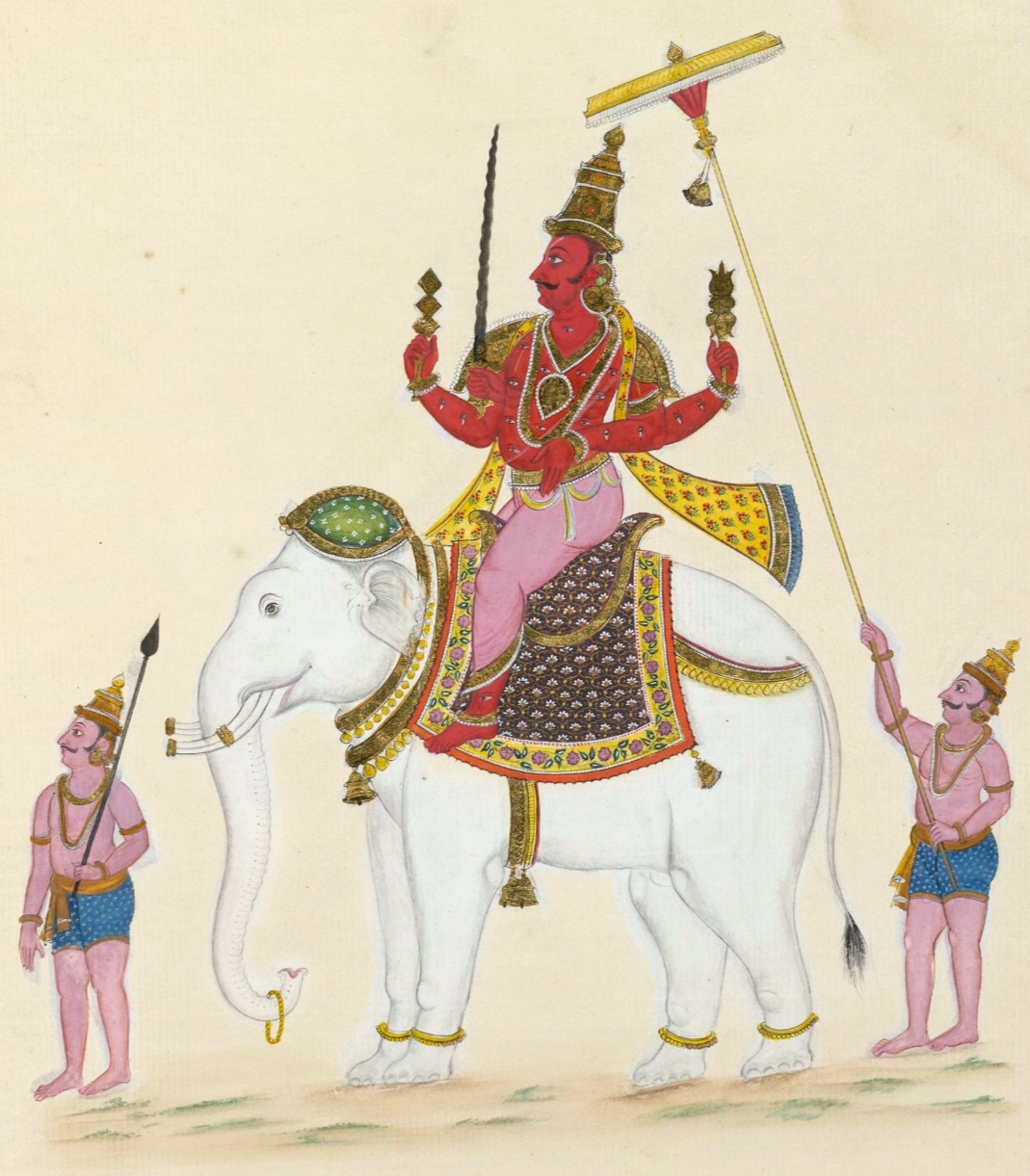
象アイラーヴァタに乗り、ヴァジュラと剣を持つインドラ

そもそもヴァジュラとはインド神話でインドラの下す雷電のことを指していた。それが一般化して〈堅固なもの、力強いもの〉を表すようになったが、インドラ（帝釈天）の用いる武器のこともこの語で表せる。「金剛杵」の漢名どおり、金剛（非常に硬い金属、もしくはダイヤモンド）でできており、雷を操る。
神話は金剛杵（ヴァジュラ）の由来を次のように説く：
インド文化圏の言語にはサンスクリットのヴァジュラもしくはそれに由来する語を取り入れた事例が散見される。カンナダ語の ವಜ್ರ vajra、タミル語の வைரம் vairam IPA: [ʋaɪɾam]、テルグ語の వజ్రం vajram、トゥル語の ವಜ್ರ vajra、マラヤーラム語の വജ്രം vajram はいずれも〈ダイヤモンド〉の意味を持つ。日本語ではヴァジュラの音写は「ばさら」（あるいは「ばざら」）となった。またこれらとは別に仏教が伝わった地域において、直接音写とは認められないものの〈硬い鉱物あるいは金属〉と〈雷電〉の2つの意味を持つ語が見られる場合もある（例: タミル語: குலிசம் kulicam IPA: [kulisam]〈インドラの雷電〉、〈ダイヤモンド〉; ビルマ語: မိုးကြိုး ALA-LC翻字法: mui"krui" /mód͡ʑó/〈雷〉、〈銅と金の合金〉）。

## 日本

### 概要
日本には奈良時代から平安時代にかけて中国から伝わったと考えられる。真言宗・天台宗などにおける密教の儀式や、真言宗・天台宗・禅宗(曹洞宗・黄檗宗)における施餓鬼会などで用いられる。また、天台宗では仏堂を建立する際に本尊を安置する須弥壇の下に安鎮の結界（安鎮家国法）を作るが、独鈷杵を安鎮の霊器として用いた出土例がある。
古くは輸入して用いられていたが、平安時代以降は国産され、今日日本の寺院において輸入品が用いられることはほとんどない。

### 形状
基本的な形は棒状で、中央に柄（鬼目部）がある。鬼目は大日如来と観想され、行者は大日如来と一体化する行法としてその膨らみを握った。その上下に槍状の刃が付いている。刃の数や形によっていくつかのバリエーションがあり、それぞれ固有の名称をもつ。

## 金剛杵の種類

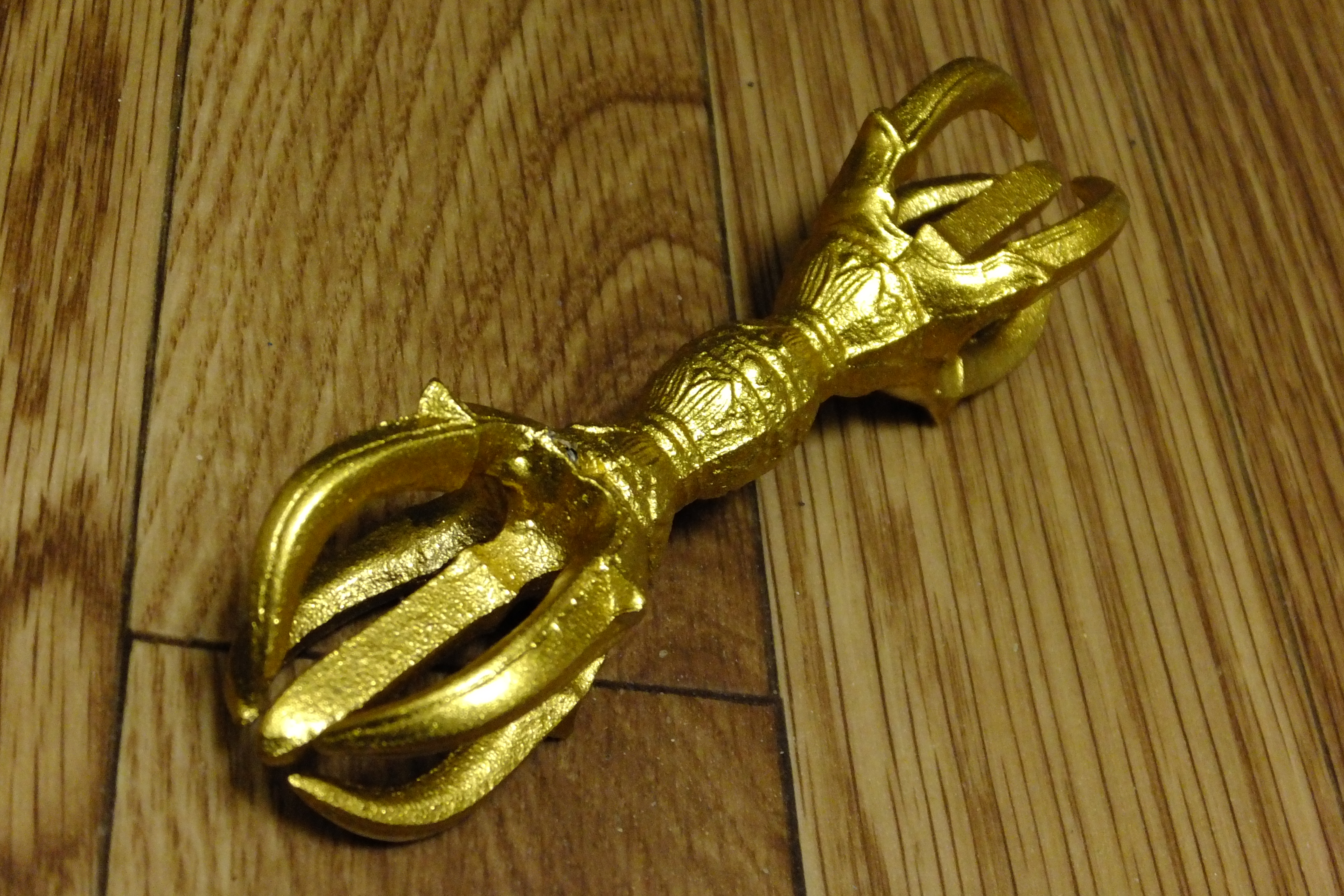
五鈷杵（レプリカ）

独鈷杵（とっこしょ、どっこしょ）
槍状の刃が柄の上下に一つずつ付いたもの。
三鈷杵（さんこしょ）
刃がフォークのように三本に分かれたもの。
三鈷剣（さんこけん）
中央の刃だけが他の2本に比べて一際長い。
五鈷杵（ごこしょ）
中央の刃の周囲に四本の刃を付けたもの。
七鈷杵（ななこしょ）
中央の刃の周囲に六本の刃を付けたもの。
九鈷杵（きゅうこしょ、くこしょ）
中央の刃の周囲に八本の刃を付けたもの。
宝珠杵（ほうじゅしょ）
柄の上下に刃ではなく如意宝珠を付けたもの。
宝塔杵（ほうとうしょ）
柄の上下に刃ではなく宝塔を付けたもの。
鬼面金剛杵
柄に鬼の顔の飾りがついたもの。
金錍（こんべい）
独鈷杵の両端に宝珠が付いたもの。
羯磨（かつま）
二つの金剛杵を十字に組み合わせた形のもの。類似した物に車輪の様な輪にスポークの様に刃が付いた「輪鈷杵（りんこしょ）」も存在し、これもスポーク型の刃の数で種類がある。
金剛鈴（こんごうれい）
片側に刃のかわりに鈴が付いたもの。修法の時に神仏と一体化するために鳴らす。先端の形によって、五鈷鈴・三鈷鈴・独鈷鈴・宝珠鈴・塔鈴に分けられる。
割五鈷杵（わりごこしょ）
縦に二分割できる五鈷杵で、その中心に仏舎利を入れることを目的とするもの。また、分割した際にそれぞれが人形（ひとがた）にも見えることから、真言立川流においては「人形杵」（にんぎょうしょ）とも呼ばれた。現在は、一般に使用することはない。

## 金剛杵を執る主な諸天
- 帝釈天（インドラ）
- 執金剛神（ヴァジュラパーニ）
- 金剛力士（ヴァジュラダラ、仁王）
- 伐折羅大将（ヴァジュラ、十二神将の一）
- 金剛夜叉明王
- 愛染明王
- 制多迦童子

## ギャラリー

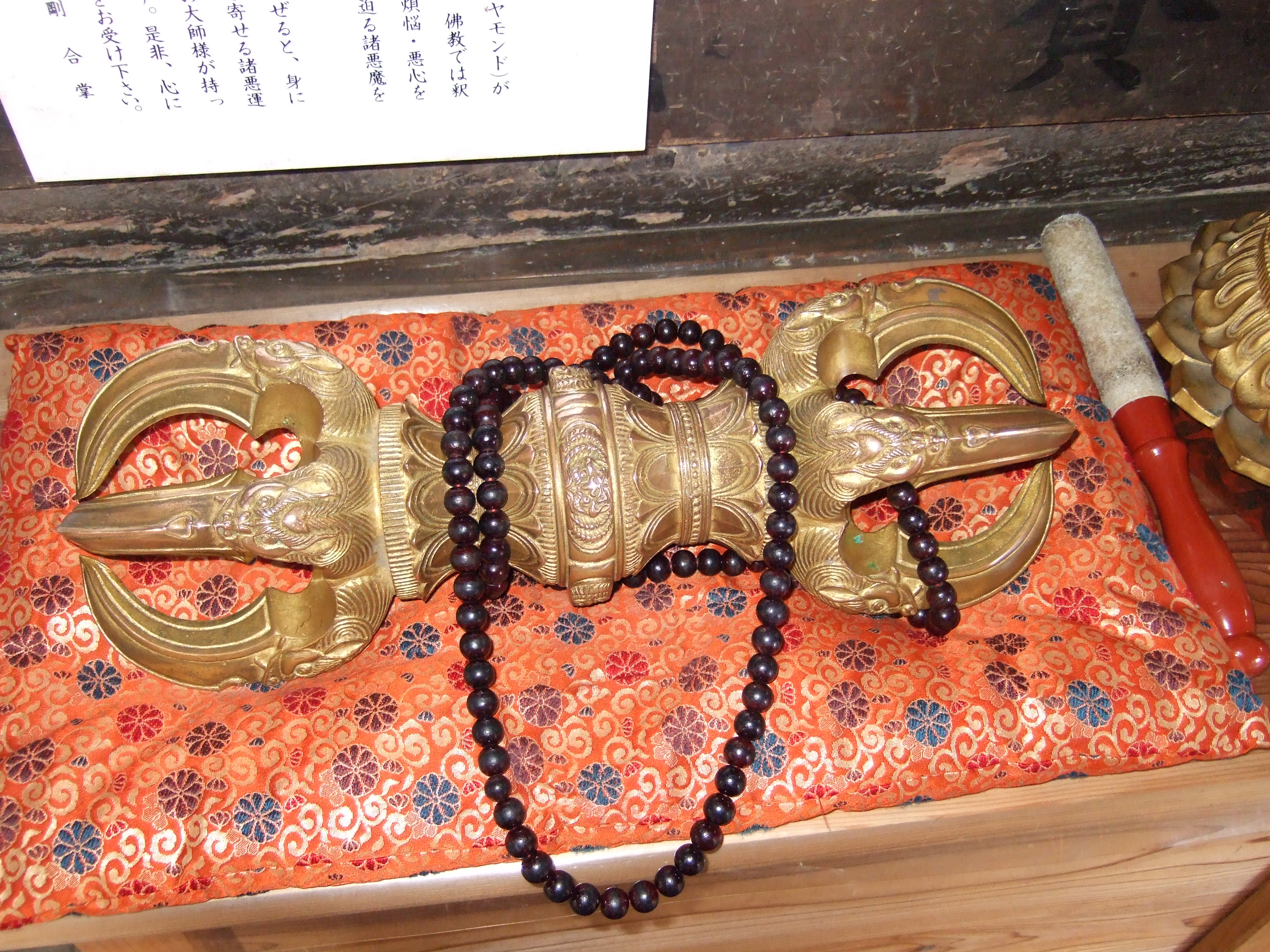
成相寺にて五鈷杵
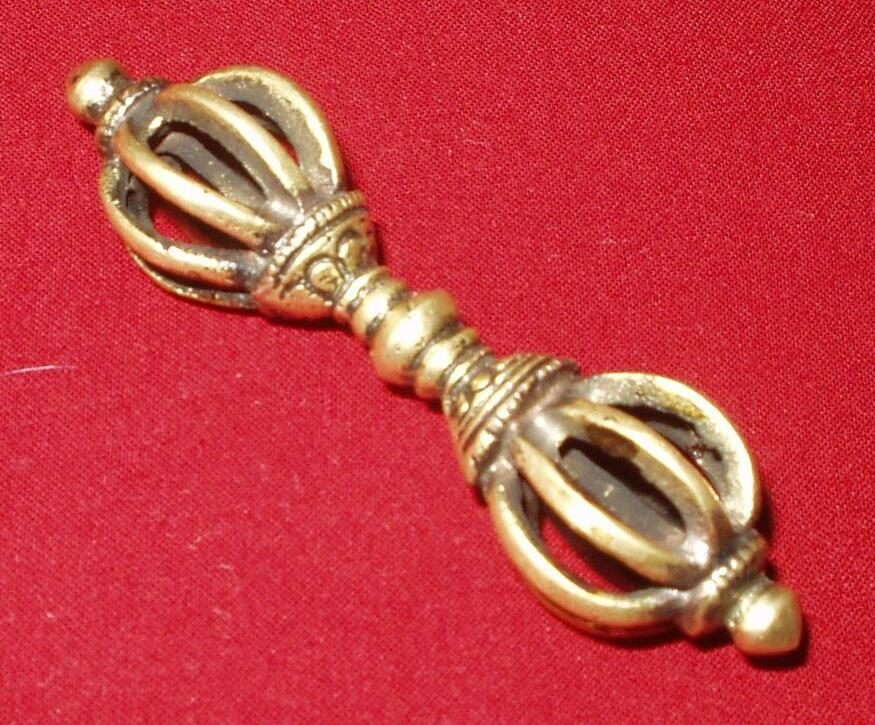
チベット仏教の七鈷杵
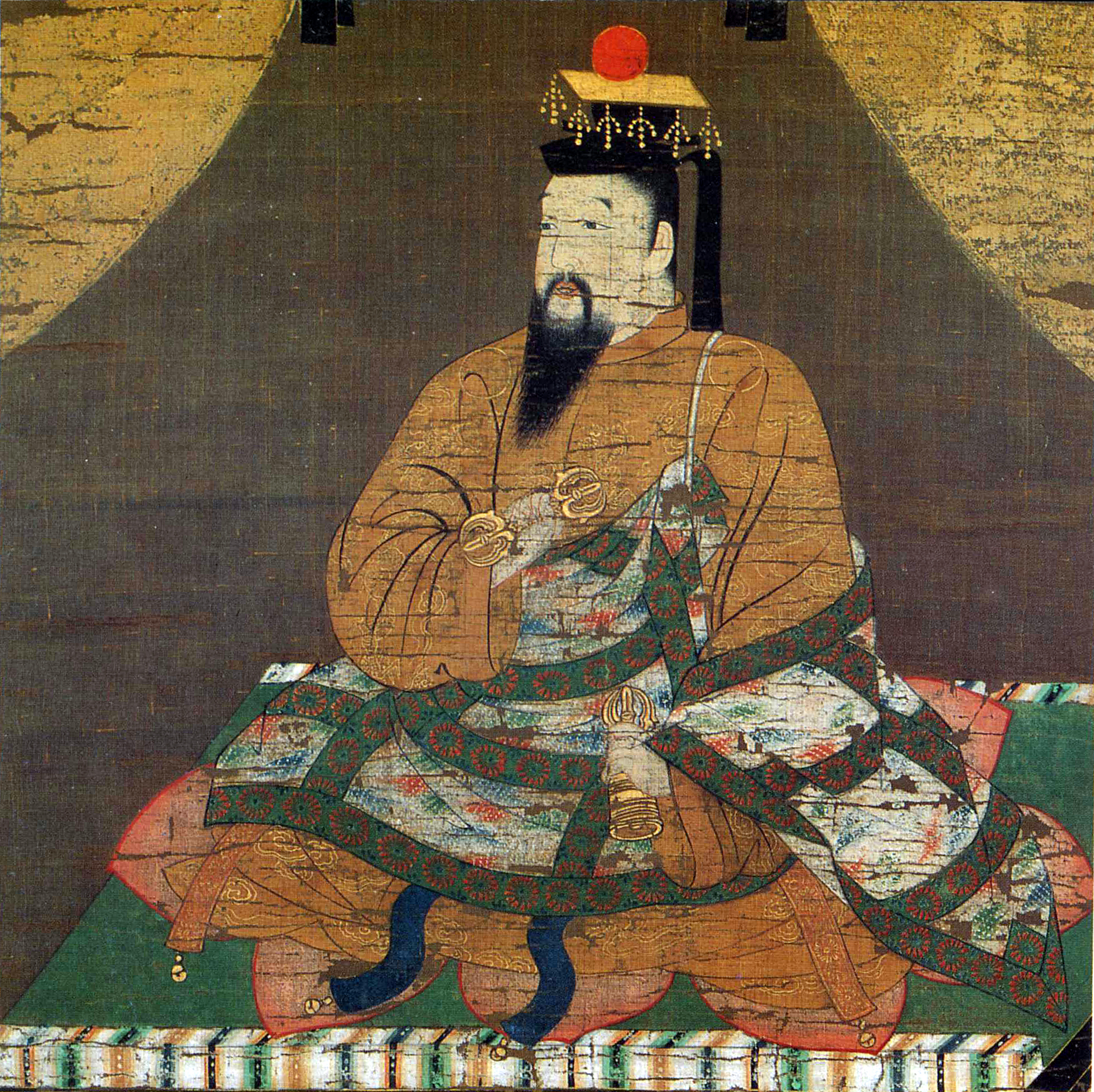
金剛杵を持った後醍醐天皇
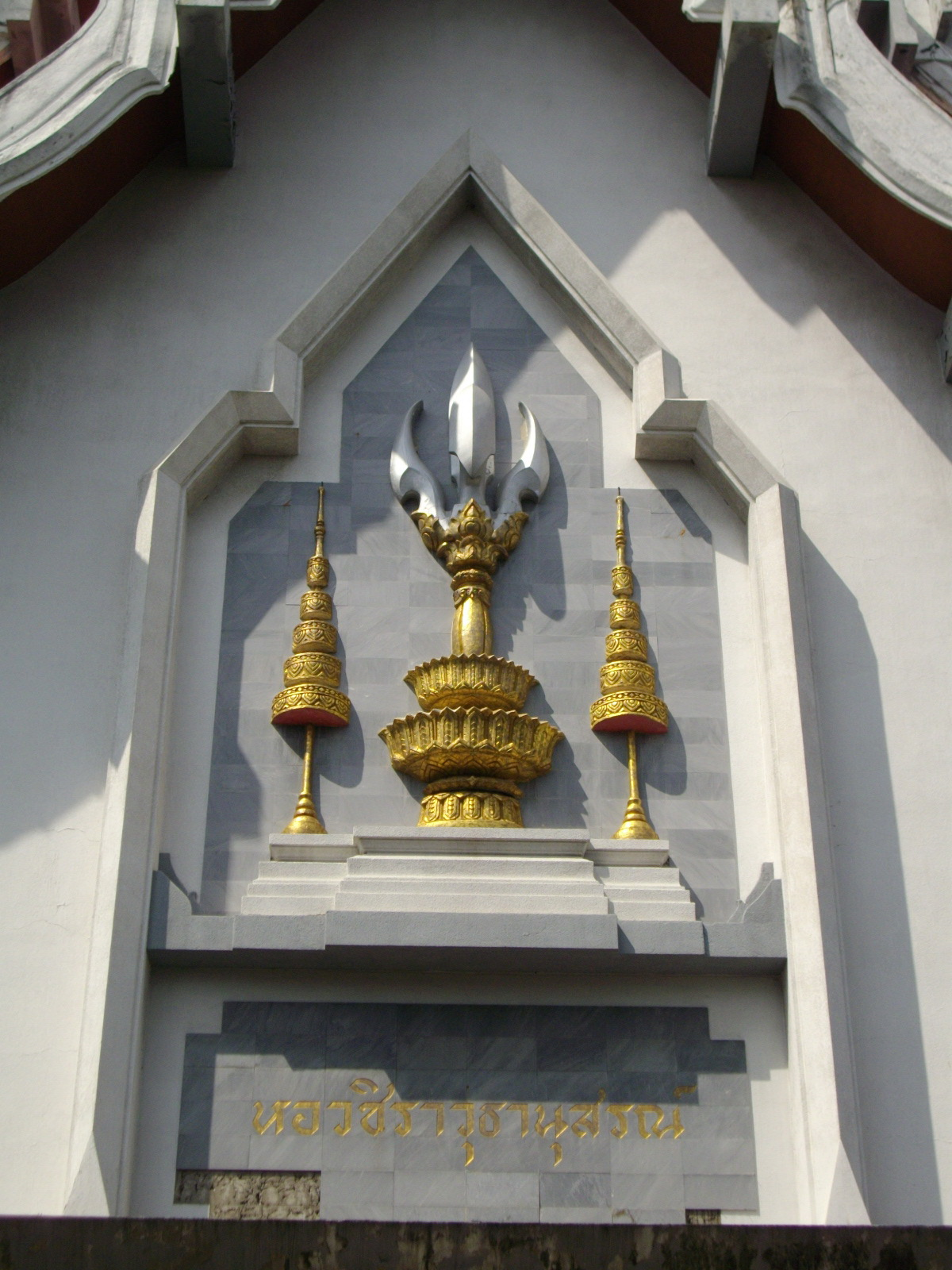
金剛杵をあしらったタイ王国のラーマ6世の印章をもとにしたレリーフ（タイ国立図書館）